# دمن
دمن (به آلمانی: Demen) یک شهر در آلمان است که در لودویگسلوست-پارشیم واقع شده‌است. دمن ۱٬۱۰۶ نفر جمعیت دارد.